# Сомов переулок
Со́мов переулок — переулок в Невском районе Санкт-Петербурга, являющийся продолжением переулка Матюшенко под прямым углом до улицы Полярников. К востоку прилегает Ломоносовский сад. 
Домов с нумерацией по Сомову переулку на настоящий момент нет. Все окрестные дома относятся или к переулку Матюшенко, или к улице Полярников.

## История
До 1998 года проезд не имел названия. Назван Сомов переулок 2 июля 1998 года, в честь М. М. Сомова, советского океанолога и полярного исследователя, сотрудника Института Арктики и Антарктики, возглавлявшего полярную станция «Северный полюс-2» и первую Советскую Антарктическую экспедицию. Название образует топонимический ансамбль (тематическую группу названий) вместе с соседними улицей Седова и улицей Полярников.

## Объекты городской среды
| Список объектов  | Список объектов               | Список объектов                                | Список объектов    | Список объектов       | Список объектов                 |                  |
| Номер дома       | Описание                      | Архитектор                                     | Постройка          | Иллюстрация           | Координаты                      |                  |
| ---------------- | ----------------------------- | ---------------------------------------------- | ------------------ | --------------------- | ------------------------------- | ---------------- |
| До начала        | Переулок Матюшенко            | Переулок Матюшенко                             | Переулок Матюшенко | Переулок Матюшенко    | Переулок Матюшенко              |                  |
| Нечётная сторона | Станция метро «Ломоносовская» | А. С. Гецкин, В. П. Шувалова, Г. Д. Булаевская | 21 декабря 1970    | Вид с улицы Бабушкина | 59°52′38″ с. ш. 30°26′30″ в. д. |                  |
| Нечётная сторона | Ломоносовский сад             |                                                |                    |                       | 59°52′38″ с. ш. 30°26′23″ в. д. |                  |
| Конец улицы      | Улица Полярников              | Улица Полярников                               | Улица Полярников   | Улица Полярников      | Улица Полярников                | Улица Полярников |